# سیارک ۶۶۸۴

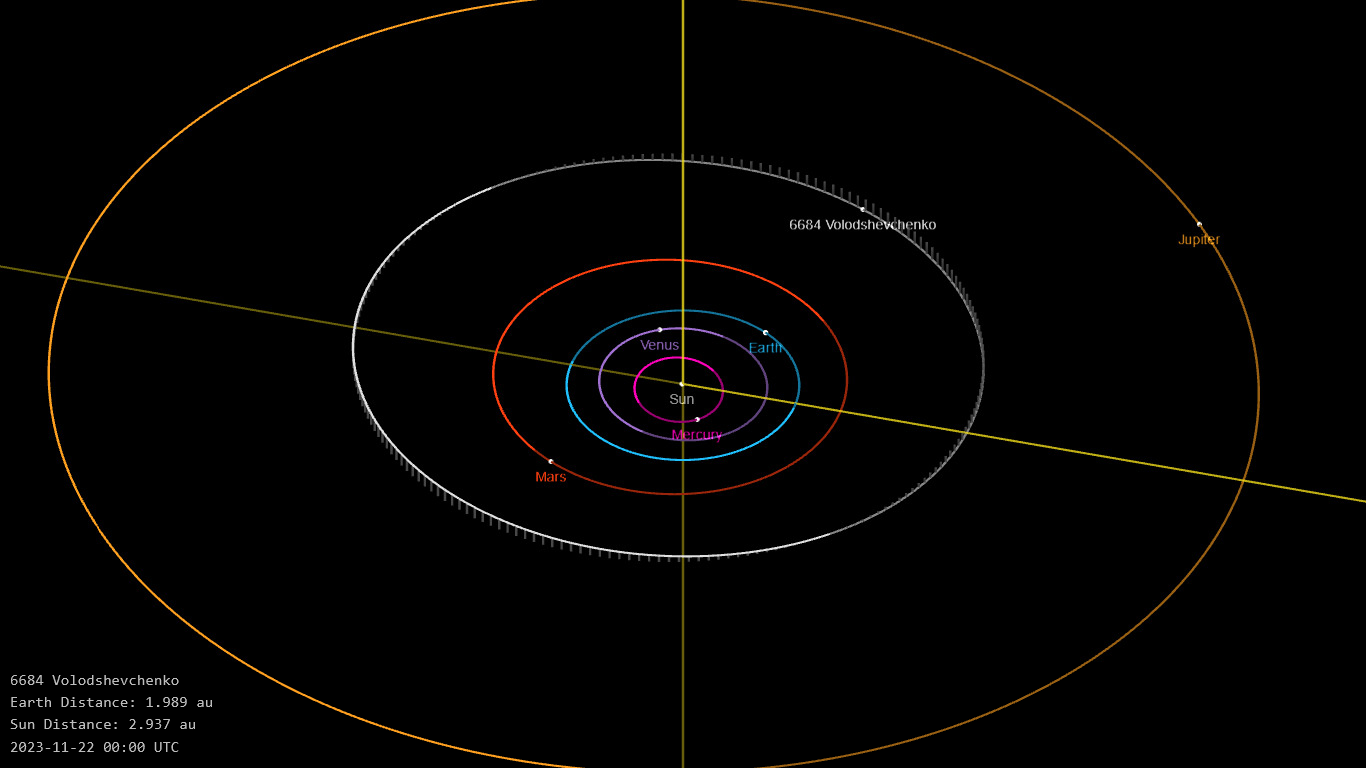
نمایی از محل قرارگیری سیارک ۶۶۸۴ در مدار – ۲۰۲۳

سیارک ۶۶۸۴ (به انگلیسی: 6684 Volodshevchenko، نامگذاری:1977QU) شش هزار و ششصد و هشتاد و چهارمین سیارک کشف شده‌است که در ۱۹ اوت ۱۹۷۷ کشف شد.
قدر مطلق سیارک برابر ۱۲٫۹۰ است.